# 秋田県道252号水沢西仙北線
秋田県道252号水沢西仙北線（あきたけんどう252ごう みずさわにしせんぼくせん）は、秋田県大仙市を通る一般県道である。

## 概要
大仙市協和稲沢の国道46号交点から南へ分岐し、大仙市土川からJR東日本 奥羽本線 刈和野駅方面へ伸び、国道13号 刈和野バイパスに接続したあと秋田県道10号本荘西仙北角館線交点の終点に至る。

### 路線データ
- 総延長 : 9.230 km[2]
- 実延長 : 9.230 km[2]
- 起点 : 秋田県大仙市協和稲沢字水沢田尻38番1（国道46号交点）[3]北緯39度36分32.14秒 東経140度25分10.95秒
- 終点 : 秋田県大仙市刈和野字一ト鶴411番1（秋田県道10号本荘西仙北角館線交点）[3]北緯39度32分41.45秒 東経140度23分1.04秒
- 未供用区間 : なし[2]

## 歴史
- 1959年（昭和34年）2月17日 - 秋田県道に認定される[3]。

## 路線状況

### 冬期閉鎖区間
- なし[4]

### 交通不能区間
- なし[5]

## 地理

### 交差する道路
| 施設名           | 接続路線名                   | 備考         | 所在地                                           |
| ---------------- | ---------------------------- | ------------ | ------------------------------------------------ |
|                  | 国道46号                     | 起点         | 大仙市協和稲沢字水沢田尻                         |
|                  | 仙北北部広域農道             | 広域農道終点 | 大仙市土川北緯39度33分51.3秒 東経140度24分44.9秒 |
| 刈和野田中交差点 | 国道13号 刈和野バイパス      |              | 大仙市刈和野字一ト鶴                             |
|                  | 秋田県道10号本荘西仙北角館線 | 終点         | 大仙市刈和野字一ト鶴                             |

### 沿線の施設
- 大仙市営 西仙北墓地公園[6]
- 大仙市立西仙北中学校